# Maicon da Silva Moreira
Maicon da Silva Moreira mais conhecido como Maicon (Cachoeira do Sul, 10 de março de 1993) é um futebolista brasileiro que atua como lateral-direito. Atualmente joga no Blumenau.

## Carreira

### Itália
Maicon tornou-se profissional em 2013, quando subiu da base para o profissional no Reggina e no ano seguinte, transferiu-se para o Livorno.

### Sport
Em 9 de janeiro de 2016, confirmou sua ida por empréstimo para o Sport. Após ficar três meses afastado, Maicon acertou sua rescisão com o Sport.

### Boavista
Para a temporada de 2017, Maicon fechou com o Boavista.

Blumenau
Em 2022, após passagem no futebol pernambucano, Maicon fechou com o Blumenau Esporte Clube para a disputa do Catarinense 2° Divisão.

## Seleção Brasileira
Suas boas atuações no Livorno fizeram ser convocado para as Seleções Brasileiras de base, tendo destaque na sub-23, atuando ao lado de jovens promessas como Gabriel, Valdívia, Wendell, Lucas Silva e Felipe Anderson.

## Estatísticas
Até 4 de fevereiro de 2017.

### Clubes
| Clube             | Temporada         | Campeonato nacional | Campeonato nacional | Campeonato nacional | Copa nacional[a] | Copa nacional[a] | Copa nacional[a] | Competições continentais[b] | Competições continentais[b] | Competições continentais[b] | Outros torneios[c] | Outros torneios[c] | Outros torneios[c] | Total | Total | Total   |
| Clube             | Temporada         | Jogos               | Gols                | Assist.             | Jogos            | Gols             | Assist.          | Jogos                       | Gols                        | Assist.                     | Jogos              | Gols               | Assist.            | Jogos | Gols  | Assist. |
| ----------------- | ----------------- | ------------------- | ------------------- | ------------------- | ---------------- | ---------------- | ---------------- | --------------------------- | --------------------------- | --------------------------- | ------------------ | ------------------ | ------------------ | ----- | ----- | ------- |
| Reggina           | 2011–12           | 2                   | 0                   | 0                   | —                | —                | —                | —                           | —                           | —                           | —                  | —                  | —                  | 2     | 0     | 0       |
| Reggina           | 2012–13           | —                   | —                   | —                   | 1                | 0                | 0                | —                           | —                           | —                           | —                  | —                  | —                  | 1     | 0     | 0       |
| Reggina           | Total             | 2                   | 0                   | 0                   | 1                | 0                | 0                | 0                           | 0                           | 0                           | 0                  | 0                  | 0                  | 3     | 0     | 0       |
| Pontedera         | 2012–13           | 2                   | 0                   | 0                   | —                | —                | —                | —                           | —                           | —                           | —                  | —                  | —                  | 2     | 0     | 0       |
| Pontedera         | Total             | 2                   | 0                   | 0                   | 0                | 0                | 0                | 0                           | 0                           | 0                           | 0                  | 0                  | 0                  | 2     | 0     | 0       |
| Reggina           | 2013–14           | 34                  | 2                   | 1                   | 3                | 0                | 0                | —                           | —                           | —                           | —                  | —                  | —                  | 37    | 2     | 1       |
| Reggina           | Total             | 34                  | 2                   | 1                   | 3                | 0                | 0                | 0                           | 0                           | 0                           | 0                  | 0                  | 0                  | 37    | 2     | 1       |
| Livorno           | 2014–15           | 22                  | 2                   | 0                   | 0                | 0                | 0                | —                           | —                           | —                           | —                  | —                  | —                  | 22    | 2     | 0       |
| Livorno           | 2015–16           | 6                   | 0                   | 0                   | 2                | 0                | 0                | —                           | —                           | —                           | —                  | —                  | —                  | 8     | 0     | 0       |
| Livorno           | Total             | 28                  | 2                   | 0                   | 2                | 0                | 0                | 0                           | 0                           | 0                           | 0                  | 0                  | 0                  | 30    | 2     | 0       |
| Sport             | 2016              | 0                   | 0                   | 0                   | 2                | 0                | 0                | —                           | —                           | —                           | 12                 | 0                  | 1                  | 14    | 0     | 1       |
| Sport             | Total             | 0                   | 0                   | 0                   | 2                | 0                | 0                | 0                           | 0                           | 0                           | 12                 | 0                  | 1                  | 14    | 0     | 1       |
| Boavista          | 2017              | —                   | —                   | —                   | —                | —                | —                | —                           | —                           | —                           | 3                  | 0                  | 0                  | 3     | 0     | 0       |
| Boavista          | Total             | 0                   | 0                   | 0                   | 0                | 0                | 0                | 0                           | 0                           | 0                           | 3                  | 0                  | 0                  | 3     | 0     | 0       |
| Total na carreira | Total na carreira | 66                  | 4                   | 1                   | 8                | 0                | 0                | 0                           | 0                           | 0                           | 15                 | 0                  | 1                  | 89    | 4     | 2       |

- a. ^ Jogos da Coppa Italia e Copa do Brasil
- b. ^ Jogos da Copa Libertadores da América
- c. ^ Jogos da Taça Ariano Suassuna, Campeonato Pernambucano, Copa do Nordeste e Campeonato Carioca

|          | Data                   | Local                          | Resultado | Adversário         | Gols | Assist. | Competição                      |
| -------- | ---------------------- | ------------------------------ | --------- | ------------------ | ---- | ------- | ------------------------------- |
| Sport    |                        |                                |           |                    |      |         |                                 |
| 73.      | 24 de janeiro de 2016  | Ilha do Retiro, Recife, Brasil | 2–0       | Argentinos Juniors | 0    | 0       | Taça Ariano Suassuna de 2016    |
| 74.      | 31 de janeiro de 2016  | Salgueirão, Salgueiro, Brasil  | 0–1       | Salgueiro          | 0    | 0       | Campeonato Pernambucano de 2016 |
| Boavista |                        |                                |           |                    |      |         |                                 |
| 87.      | 28 de janeiro de 2017  | Arena das Dunas, Natal, Brasil | 1–4       | Flamengo           | 0    | 0       | Campeonato Carioca de 2017      |
| 88.      | 1 de fevereiro de 2017 | Elcyrzão, Saquarema, Brasil    | 1–1       | Nova Iguaçu        | 0    | 0       | Campeonato Carioca de 2017      |
| 89.      | 4 de fevereiro de 2017 | Elcyrzão, Saquarema, Brasil    | 0–1       | Madureira          | 0    | 0       | Campeonato Carioca de 2017      |

### Seleção Brasileira
Abaixo estão listados todos jogos e gols do futebolista pela Seleção Brasileira, desde as categorias de base. Abaixo da tabela, clique em expandir para ver a lista detalhada dos jogos de acordo com a categoria selecionada.
Sub-21
| Ano   |       |      |         |       |
| Ano   | Jogos | Gols | Assist. | Média |
| ----- | ----- | ---- | ------- | ----- |
| 2014  | 1     | 0    | 0       | 0     |
| Total | 1     | 0    | 0       | 0     |

|    | Data                   | Local                             | Resultado | Adversário    | Gols | Assist. | Competição                             |
| -- | ---------------------- | --------------------------------- | --------- | ------------- | ---- | ------- | -------------------------------------- |
| 1. | 16 de novembro de 2014 | Wuhan Sports Center, Wuhan, China | 3–0       | Coreia do Sul | 0    | 0       | Torneio Internacional de Wuhan de 2014 |

Sub-23 (Olímpico)
| Ano   |       |      |         |       |
| Ano   | Jogos | Gols | Assist. | Média |
| ----- | ----- | ---- | ------- | ----- |
| 2015  | 4     | 2    | 0       | 0,5   |
| Total | 4     | 2    | 0       | 0,5   |

|    | Data                  | Local                             | Resultado | Adversário           | Gols | Assist. | Competição |
| -- | --------------------- | --------------------------------- | --------- | -------------------- | ---- | ------- | ---------- |
| 1. | 27 de março de 2015   | Kleber Andrade, Cariacica, Brasil | 4–1       | Paraguai             | 0    | 0       | Amistoso   |
| 2. | 8 de setembro de 2015 | MMArena, Le Mans, França          | 1–2       | França               | 0    | 0       | Amistoso   |
| 3. | 10 de outubro de 2015 | Arena da Amazônia, Manaus, Brasil | 6–0       | República Dominicana | 1    | 0       | Amistoso   |
| 4. | 12 de outubro de 2015 | Arena da Amazônia, Manaus, Brasil | 5–1       | Haiti                | 1    | 0       | Amistoso   |

## Títulos
Boa Vista
- Copa Rio: 2017

Seleção Brasileira
- Torneio Internacional de Wuhan:2014